# 大花羊耳蒜
大花羊耳蒜（學名：Liparis nigra），俗稱羊耳草，是台灣羊耳蒜屬中花最大的品種，廣泛分布在台灣低海拔山區。
其种加词“nigra”意为“黑色的，暗色的”。

## 形態
莖為肉質、圓柱狀，葉型為歪卵形，葉面有皺折狀，植株高度大約20-30公分，花期在每年春季到夏季交界處（3-4月），頂生的直立花莖，花有10餘朵，花色有深紅色到紫色的個體變化，蠟質，倒卵形的唇瓣寬大有細鋸齒狀。

## 栽培
可用細蛇木屑與泥炭土盆植，以利排水良好，喜歡半日照且溫暖溫濕的環境。